# Енріке (король Португалії)
Енрі́ке (порт. Henrique; 31 січня 1512 — 31 грудня 1580) — король Португалії (1578—1580). Архієпископ Бразький (1533—1540), Еворський (1540—1564, 1574—1578), Лісабонський (1564—1570). Кардинал-священник Базиліки чотирьох коронованих святих (1547—1580). Генеральний інквізитор Португальської інквізиції (1539—1579). Останній представник Авіської династії на королівському троні. Народився в Лісабоні, Португалія. Син португальського короля Мануела I та арагонської інфанти Марії. Через низькі шанси успадкувати престол став на шлях духівника. Прийняв чернечі обітниці. Сприяв розвитку Церкви, патронував місійну діяльність єзуїтів закордоном. За неповноліття короля Себаштіана, свого двоюрідного онука, був регентом Португалії (1562—1568). Після загибелі Себаштіана посів королівський трон. Намагався позбутися чернечого сану й одружитися, аби продовжити династію. Не зміг цього зробити через протидію іспанського короля Феліпе II, що планував посісти португальський престол після смерті кардинала. Помер бездітним в Алмейріні, Португалія. Похований у Монастирі єронімітів. Прізвисько — Цнотли́вий (порт. o Casto).

## Ім'я
- Енрі́ке (порт. і ісп. Henrique) — у португальських і кастильських документах.
- Енрі́ке І (порт. Henrique I) — у деяких португальських джерелах, хоча інших королів Енріке не було.
- Енрі́ке Португа́льський (порт. Henrique de Portugal) — за назвою країни
- Енрі́ке Цнотли́вий (порт. Henrique o Casto) — за прізвиськом, що вказує на целібат ченця.
- Енрі́ке, кардинал-король (порт. Henrique o Cardeal-Rei) — за прізвиськом.
- Ге́нріх (лат. Henricus) — у латинських документах.

## Біографія
Будучи наймолодшим братом короля Жуана III, мав незначні шанси на престол. Тому Енріке вибрав духовну кар'єру, в тому числі для того, щоб відстоювати інтереси Португалії в Католицькій Церкві, де домінувала Кастилія. Він швидко став архієпископом Бразьким (1538), Еворським (1545) та великим інквізитором (1539).
1547 року Енріке отримав титул кардинала-священика Базиліки чотирьох коронованих святих.
У 1562—1568 роках року Енріке був регентом при своєму двоюрідному онукові, малолітньому королі Себаштіані. Він передав йому справи після досягнення повноліття.
1564 року Енріке став архієпископом Лісабонським та примасом Португалії. Він запросив єзуїтів до Португалії та активно використовував їх у політиці.
1578 року Себаштіан загинув у битві при Алкасер-Кібірі в Марокко. Престол перейшов до Енріке, який став останнім королем з Авіської династії.

Енріке намагався скласти з себе сан та отримати дозвіл Святого Престолу одружитися. Йому не вдалося це зробити через протидію Кастилії та позицію папи Григорія XIII, який підтримував Габсбургів.

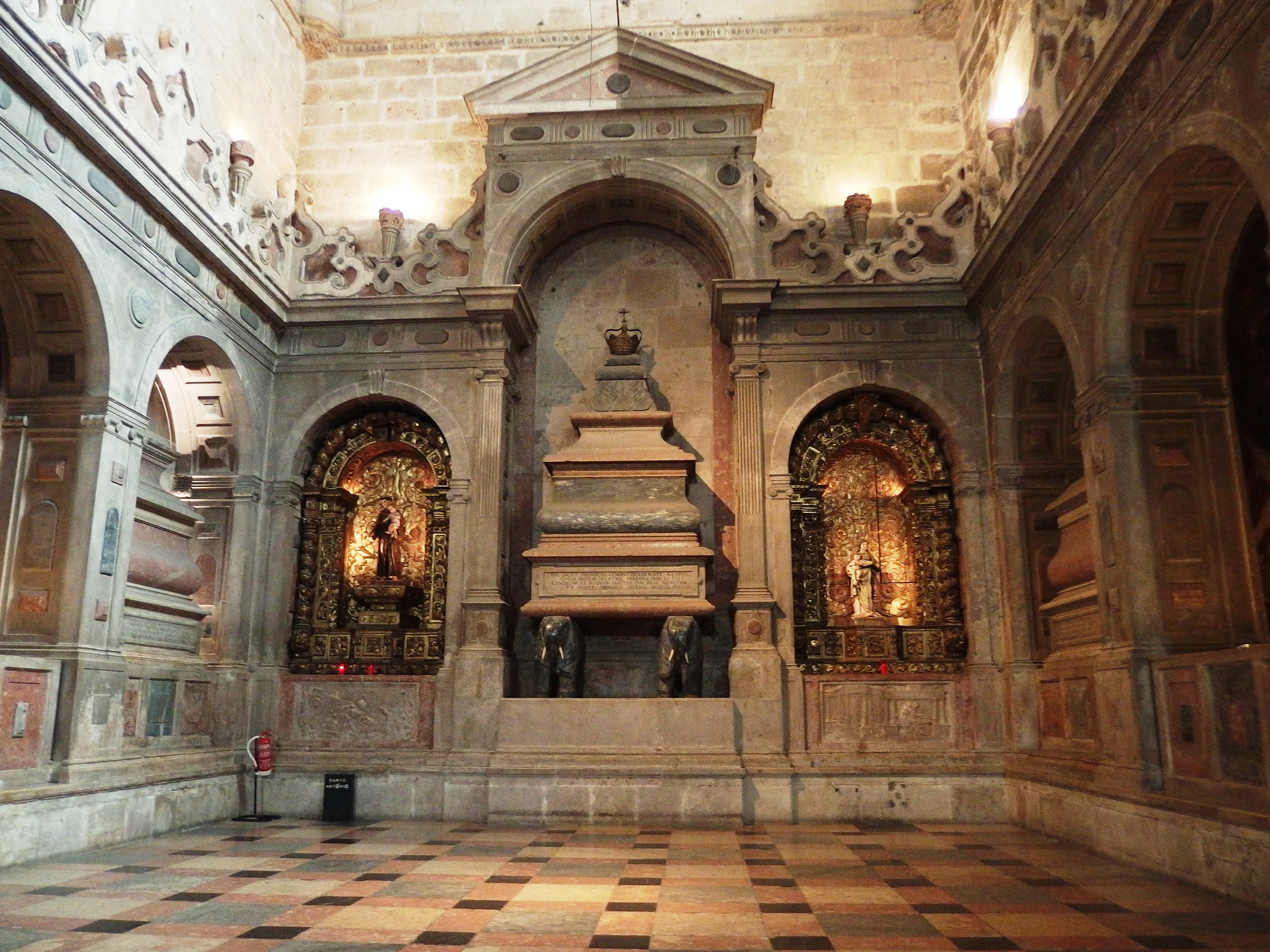
Гробниця Енріке

Енріке помер в свій вісімдесятий день народження. Він не призначив Регентську раду, яка могла би вибрати наступника на трон. Цією ситуацією скористався кастильський король Феліпе II, який був наймогутнішим претендентом на португальську корону.
У листопаді 1580 року Феліпе направив до Португалії герцога Альбу, щоб захопити країну. Лісабон здався, а кортеси проголосили Феліпе новим королем Португалії за умови, що Королівство Португалія та його закордонні території не стануть кастильськими областями.

## Родина
Дружина: не було
Діти: не було

## У культурі

### Образотворче мистецтво

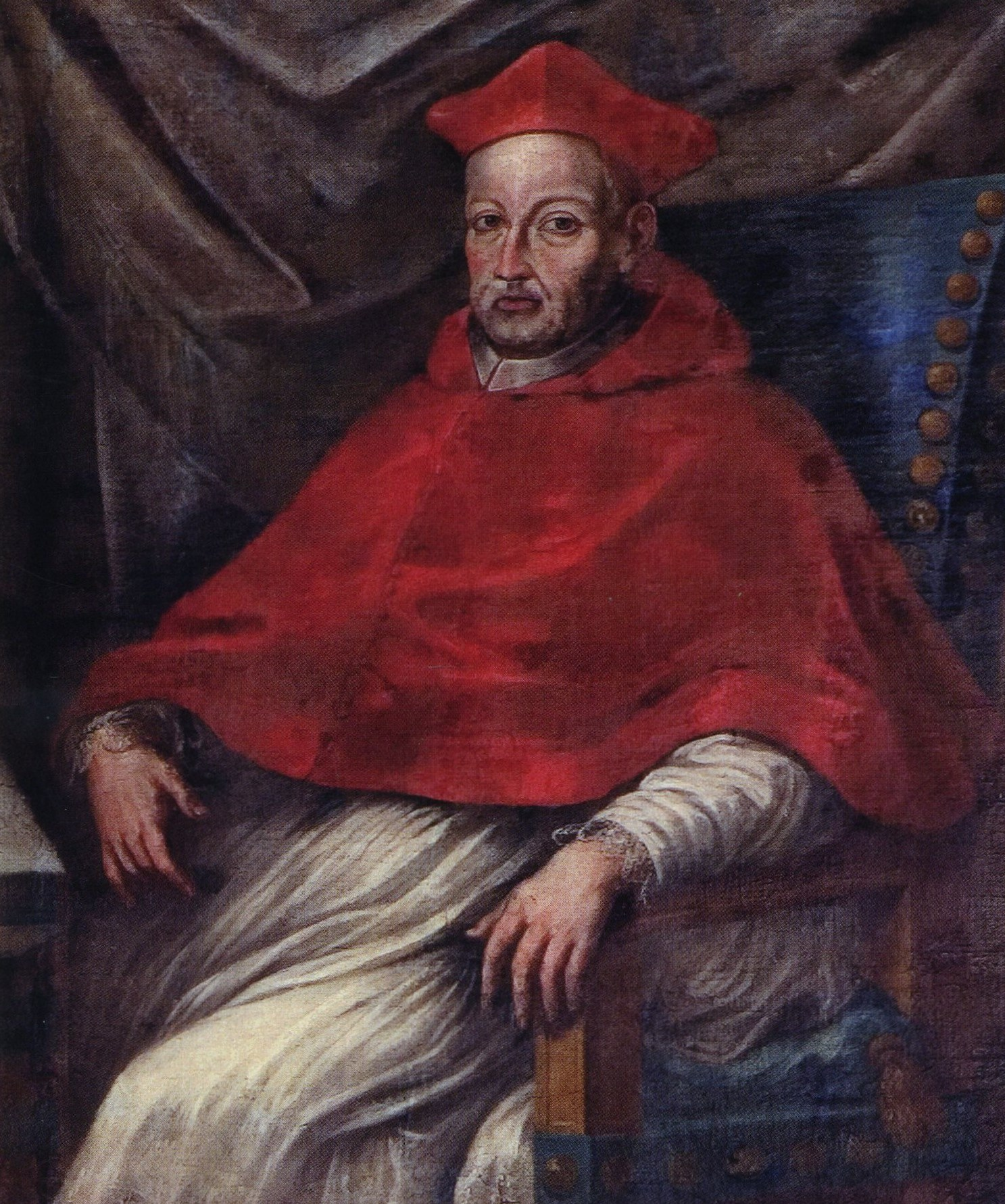
1590
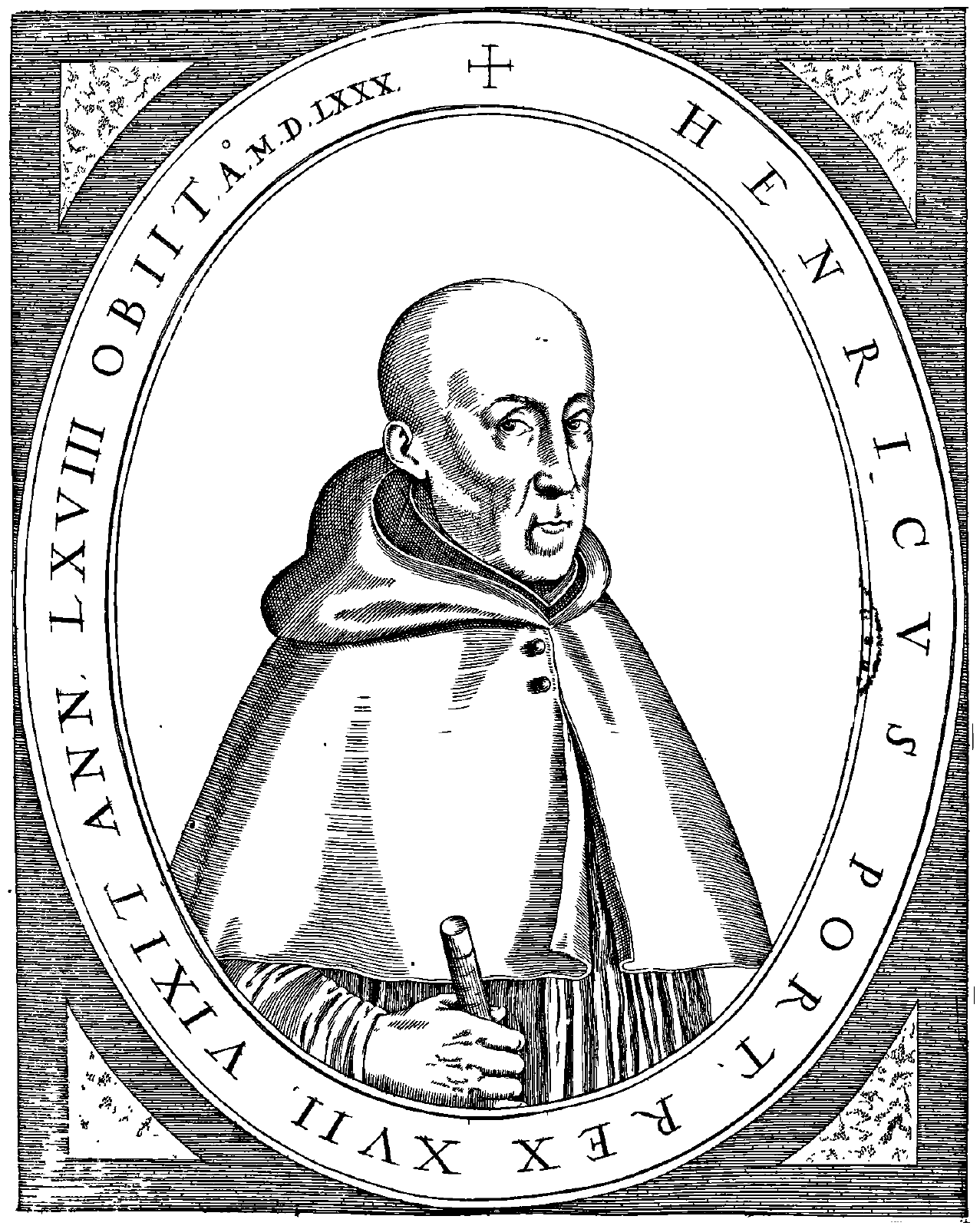
1603, П. Перрет
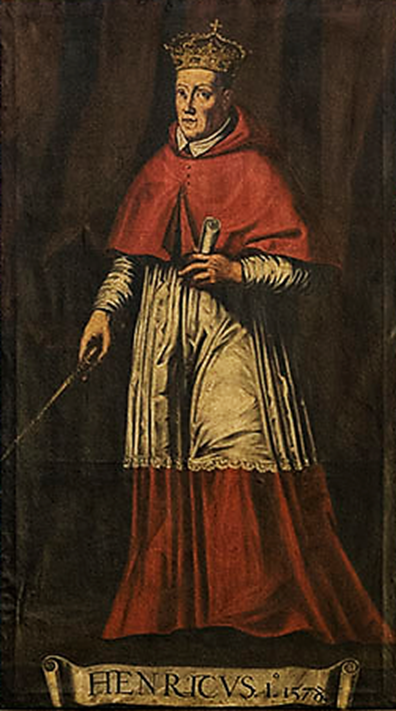
1656, К. Фальш
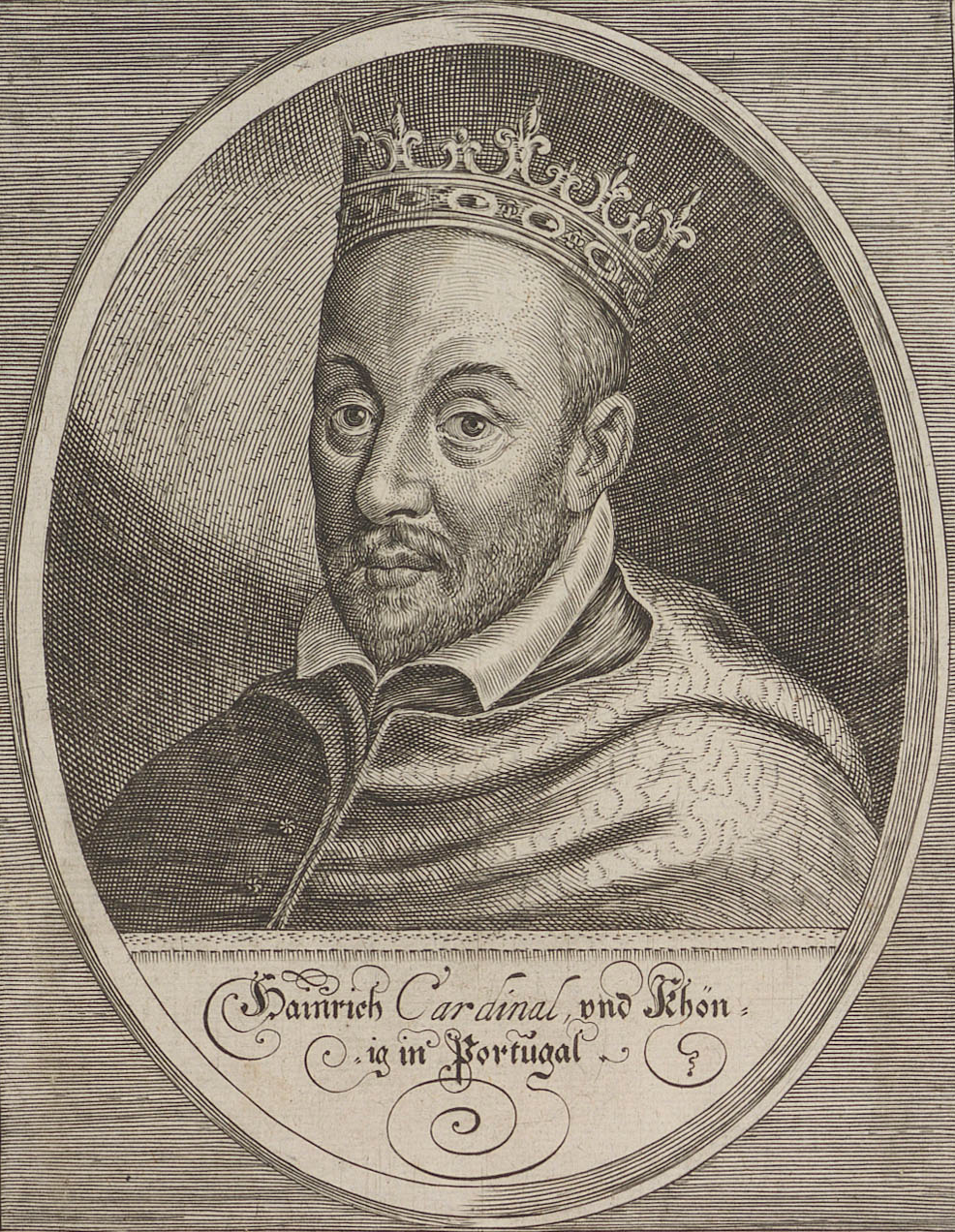
XVII ст.
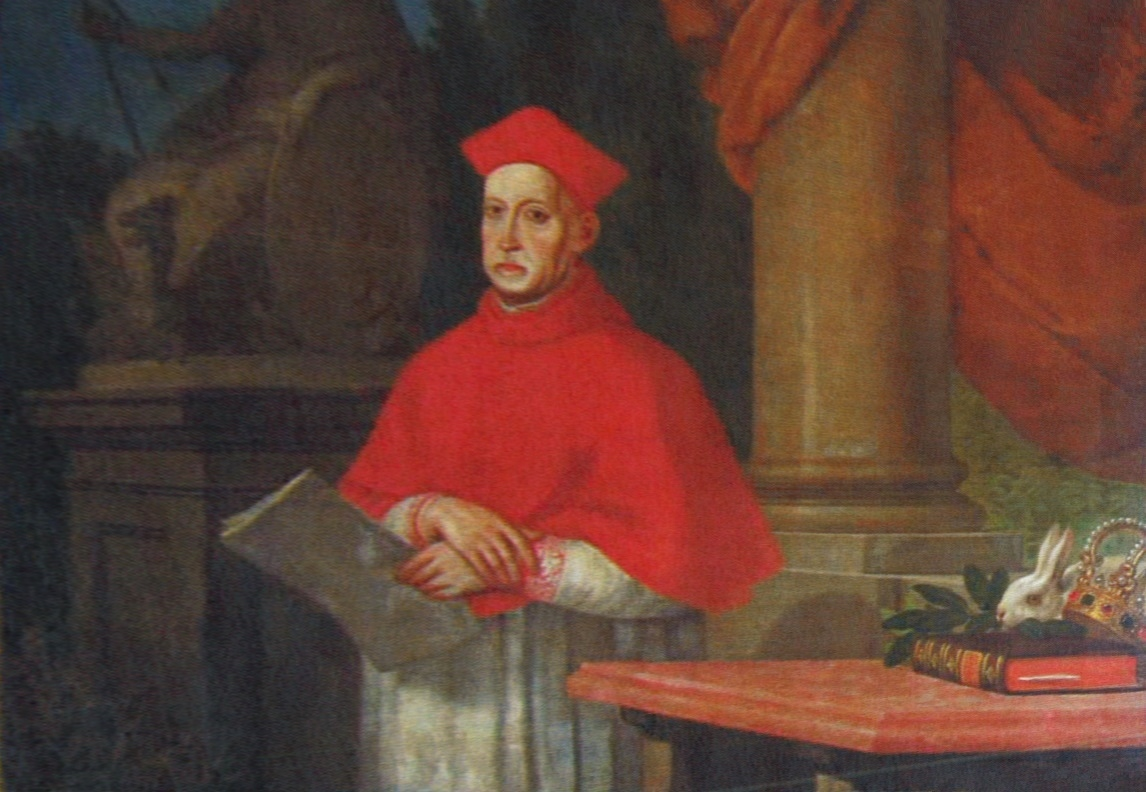
1750, В. Лузітану
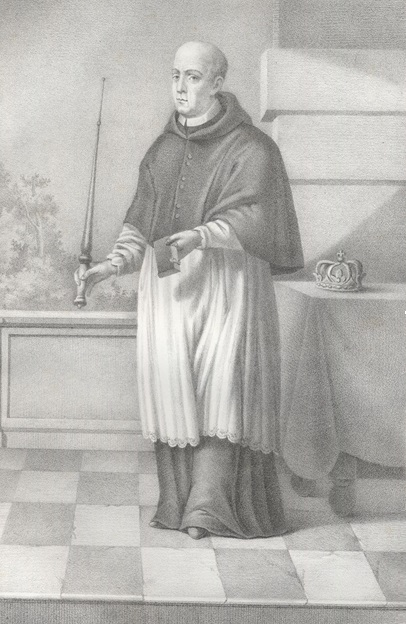
1870, Ф. Серрано
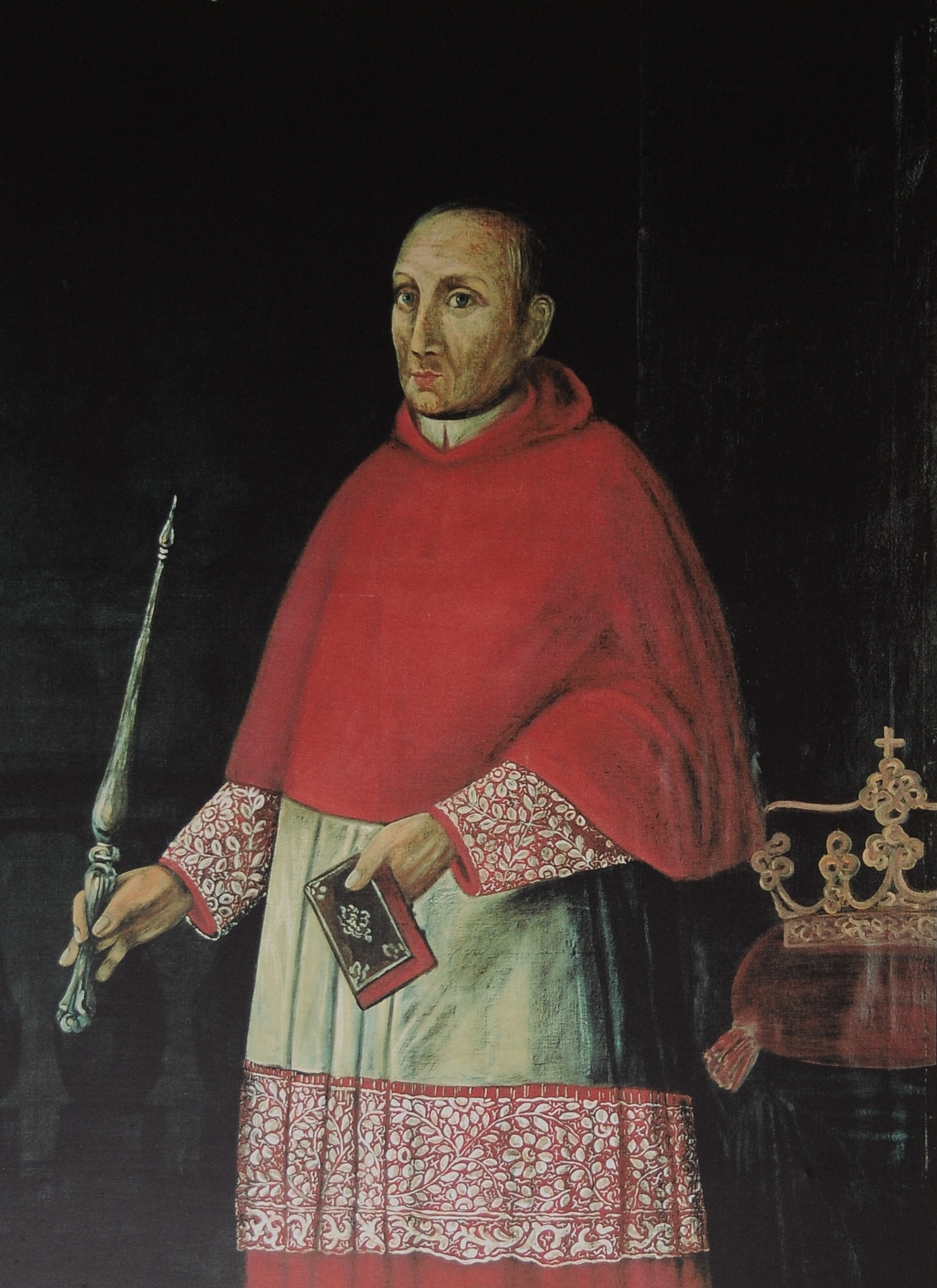
ХІХ ст.
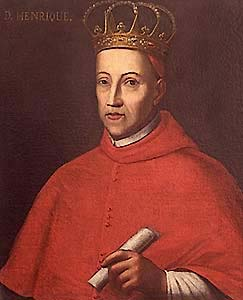
ХІХ ст.
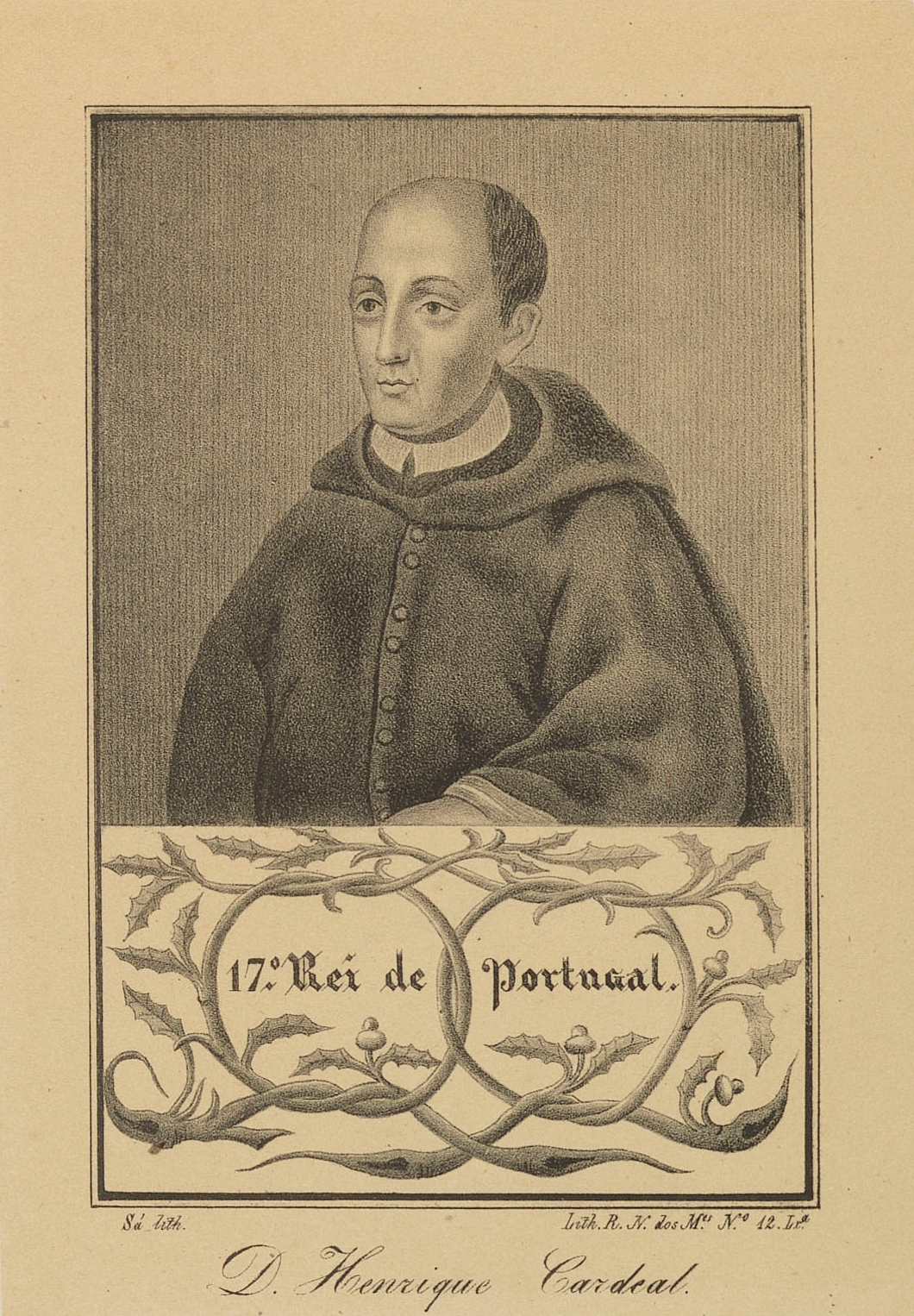
ХІХ ст.

### Кіно
- 1990: Битва трьох королів